# Бойченко, Харитон Порфирьевич
Харитон Порфирьевич Бойченко (28 сентября 1930 — после 2012) — бригадир литейщиков пластмасс, наставник молодёжи Кишинёвского экспериментально-механического завода Министерства местной промышленности Молдавской ССР, Герой Социалистического Труда (02.03.1976).
Родился 28 сентября 1930 года в с. Волонтировка (сейчас Штефан-Водский район, Молдавия). Член КПСС с 1961 года.
Окончил школу ФЗО.
С 1947 года работал сначала на строительстве Кишиневского экспериментально-механического завода, затем там же — слесарем. С 1965 года бригадир литейщиков пластмасс.
Руководимая им бригада достигла высоких результатов в 8-й и 9-й пятилетках, перевыполнила социалистического обязательства 10-й пятилетки, 15 лет подряд занимала на заводе первое место.
По итогам семилетки (1959—1965) награждён орденом Трудового Красного Знамени (1966). По итогам 8-й пятилетки награждён орденом Ленина (1971). По итогам 9-й пятилетки присвоено звание Героя Социалистического Труда (02.03.1976).
Рационализатор, наставник молодёжи.
В 2012 году вошёл в состав Национального комитета по защите памятников Великой Отечественной войны 1941—1945 годов, истории Великой Отечественной войны, памятных знаков и символов, олицетворяющих воинскую и трудовую доблесть всех поколений Республики Молдова